# John Frandsen (født 1956)
 Der er flere personer med dette navn, se John Frandsen.
John Frandsen (født 13. marts 1956) er en dansk komponist, organist og dirigent.
Han tog hovedfagseksamen i musik fra Aarhus Universitet 1982, kirkemusikalsk diplomeksamen fra Det Jyske Musikkonservatorium i 1983 og diplomeksamen i komposition sammesteds 1985 med Hans Abrahamsen og Karl Aage Rasmussen som lærere. I årene 1991-1994 studerede han direktion ved Det Kgl. Danske Musikkonservatorium.
Fra 1978-1983 var Frandsen lærer ved Musikvidenskabeligt Institut på Århus Universitet og sideløbende lærer ved Det Jydske Musikkonservatorium fra 1980-1996. Derefter blev han lærer i komposition ved Det Fynske Musikkonservatorium fra 1997-1999. Han har udnyttet sin organistuddannelse gennem ansættelser ved Helligåndskirken i Århus 1984-1993, Farum Kirke 1993-1996 og fra 1996 ved Stavnsholt Kirke i Farum.
Som dirigent har han virket for Cantilenakoret 1983-1993 og for Århus Amts Ungdomssymfoniorkester 1993-1996. I 1998 stiftede han sammen med organistkollegaen Allan Rasmussen kammerkoret Convivium.
I 1985 blev han gift med operasangerinden Kirsten Grove.
Fra 1993-1995 var Frandsen medlem af Statens Kunstfonds tonekunstudvalg, en del af tiden som formand for fondens bestyrelse. Siden 1999 har han været formand for Dansk Komponist Forening. Af andre tillidsposter kan nævnes medlemskab af bestyrelserne for Den Anden Opera og Dansk Musikinformationscenter, af KODA's råd og formand for KODA Dramatik. Fra 2004-2006 var han præsident for Nordisk Komponistråd og 2002-2005 formand for bestyrelsen for Phonofile.dk.
Som mangeårig kordirigent har John Frandsen et tæt forhold til kormusik, som er fyldigt repræsenteret i hans værkliste. Derudover har Frandsens virke som organist naturligt ledt ham til den store produktion af liturgisk musik. Værkerne er imidlertid kun i mindre grad skrevet til eget brug. De væsentligste af værkerne inden for genren er bestillinger til markante manifestationer af ny kirkelig musik. På dette område har Frandsen markeret sig som en af sin generations betydeligste skikkelser i dansk musik.
Den 5. april 2013 blev Frandsens halvanden time lange Requiem uropført i DR Koncerthuset af DR SymfoniOrkestret, DR Koncertkoret og DR PigeKoret samt sangsolisterne Sine Bundgaard, Andrea Pellegrini, Peter Lodahl og Teitur. Værket er tilegnet ofrene for massakren på Utøya i 2011. DR kaldte uropførelsen "årets største begivenhed inden for dansk klassisk musik".

## Musik
- String Song (strygekvartet 1980)
- Songs of Innocence I (guitar og sang 1983)
- Fata Morgana (orgel 1983-87)
- Songs of Innocence II (sang og guitar 1984)
- Amalie Lever/Amalie (opera 1984/1995)
- Arabesque (solo guitar 1985)
- Avers/Revers (blæserkvintet 1985)
- Nature morte (guitar solo 1986)
- Stabat Mater (tenor/sopran og orgel – 1986)
- Blæserkvintet nr. 2 De/cadences (1987)
- Seven Silly Songs (sang og guitar 1987)
- Dæmonernes Dans (symfoni 1988)
- The Painter's Palette (guitar solo 1989)
- Winternächte (mezzo og bratsch 1989)
- Magnificat (dobbeltkor – 1990)
- Songs of Experience (sang og guitar 1991)
- De profundis (orgel 1991)
- Strygekvartet nr. 2 ”Danse macabre” (1991)
- Twilight (to guitarer 1992)
- Det evige Halleluja (kantate for sopran, alt, blandet kor, recitation og orgel – 1992)
- Askefuglen (kor og bånd – 1992)
- White Shadows (til digte af Pia Tafdrup 1993)
- Variations on a Falling Star (kammerorkester 1996)
- Boudicca (opera 1997)
- Talsmand som på jorderige (blandet kor 1997)
- Når bølgerne vugger, for sopran, cello, fløjte og accordeon, tekst: Søren Kierkegaard (Forførerens dagbog, 1843) ved Jens Staubrand
- Cellokoncert ”Salme til Isdronningen” (symfoniorkester 1998)
- Fons Amoris (kor 1998)
- Tugt og Utugt i Mellemtiden (operatrilogi 1998-2004)
- Rite of Passage (slagtøjssolo 1999)
- Nu blitzer Åndens hvide lys (10 variationer for orgelsolo 1999)
- Messe til det nye Årtusinde (fem solister, kammerkor, herrekor, stort kor, messing, kammerorkester og orgel – 1999)
- IKON (opera 2003)
- Divorce (børnekor, to skuespillere, klaver og slagtøj – 2005)
- Symfonisk eventyr over Skyggen (fortæller, dansere, tenor, baryton, tre kor og orkester 2005)
- Undermålerne (kirkeopera 2005)
- The Divine Zoo (Pigekor og 2 solister)
- Requiem (2013)